# Uppsagd
Uppsagd är en svensk film från 1934 i regi av Ivar Johansson.

## Handling
Björn Kraft (Sture Lagerwall) arbetar som kontorist, en dag installeras en ny bokföringsmaskin som kontorschefen talar om: den jobbar ensam lika mycket som tre man, några dagar senare får Björn ett brev där han blir uppsagd från sin anställning. Hans flickvän Maud (Anne-Marie Brunius) uppmanar honom att söka anställning hos fadern, direktör Hage (Mathias Taube). Samma dag som Björn söker jobb hos direktör Hage försvinner 5 000 kr från kontoret (drygt 160 000 kr i 2019 års penningvärde) och Björn hör till de misstänkta.

## Om filmen
Filmen premiärvisades 19 mars 1934. Inspelningen av filmen skedde med ateljéfilmning i Filmstaden Råsunda och med exteriörer från Stockholm av Martin Bodin. Filmens manus omarbetades av Olof Brunå till en bok Uppsagd som gavs ut 1934.

## Roller i urval
- Sture Lagerwall - Björn Kraft, kontorist på AB Industriprodukter
- Anne-Marie Brunius - Maud Hage, hans fästmö
- Mathias Taube - grosshandlare John Hage, Mauds far, direktör i firman AB J. Hage & C:o
- Georg Rydeberg - August Bugge, direktör
- Nils Lundell - Gottfrid Karlsson, alias Trottern
- Eva Turitz - Eva, Mauds väninna
- Thor Modéen - chefen för reklambyrån
- Anna Olin - fru Lundbom, Björns värdinna
- Erna Ovesen - sekreterare på reklambyrån
- Margit Andelius - sekreterare på AB Industriprodukters kontor
- Knut Frankman - Svensson, kontorschef på AB Industriprodukter
- Knut Pehrson - chef för AB Sveriges Transportvägar
- Charley Paterson - chef för Kontorsmaskiner
- Gösta Lycke - chef för försäkringsbolaget
- Yngwe Nyquist - kontorschef I
- Lilly Kjellström - fru

## Musik i filmen
- Var kyss du ger, kompositör Georg Enders, text Arne Olovson
- The Naval Review, kompositör Richard Howgill, instrumental.
- Du och jag, kompositör Nils Söderman, instrumental.
- An der schönen blauen Donau, op. 314, kompositör Johann Strauss d.y. framförs på piano av Georg Enders